# Atomgesetz (Schweiz)
Das Bundesgesetz vom 23. Dezember 1959 über die friedliche Verwendung der Atomenergie, kurz Atomgesetz (AtG) wurde 1959 beschlossen und am 1. Juli 1960 in Kraft gesetzt.
Nachdem mehrere Abschnitte gestrichen und in andere Erlasse ausgelagert wurden, regelte das Atomgesetz bis zu seiner Aufhebung im Wesentlichen nur noch die Bewilligungen für nukleartechnische Anlagen. Gemäss Artikel 4 AtG bedurften zwingend einer Bewilligung des Bundes
- die Erstellung und der Betrieb sowie jede Änderung des Zwecks, der Art und des Umfangs einer Atomanlage;
- Transport, Abgabe und Bezug und jede andere Form des Innehabens von radioaktiven Kernbrennstoffen und Rückständen;
- die Vermittlung auf schweizerischem Territorium von radioaktiven Kernbrennstoffen und Rückständen sowie deren Einfuhr, Durchfuhr und Ausfuhr;
- die Ausfuhr von in Atomanlagen erzeugter Kernenergie.

In den 1970er Jahren entstand durch den Streit über die Nutzung der Kernenergie eine hohe Dringlichkeit für eine Revision des Atomgesetzes vom 23. Dezember 1959. Deshalb wurde dieses durch eine Übergangs Regelung, dem Bundesbeschluss zum Atomgesetz vom 6. Oktober 1978 ergänzt. Der Bundesbeschluss zum Atomgesetz trat per 1. Juli 1979 in Kraft.
Das Atomgesetz ist vollständig aufgehoben und durch das Kernenergiegesetz vom 21. März 2003 (KEG, SR 732.1) ersetzt worden, welches am 1. Februar 2005 in Kraft trat.